# Eric Lindros
Eric Bryan Lindros (ur. 28 lutego 1973 w London) – kanadyjski hokeista, reprezentant Kanady, trzykrotny olimpijczyk.
Jego brat Brett (ur. 1975) także był hokeistą.

## Kariera klubowa
- St. Michael's Buzzers (1988–1989)
- Detroit Compuware (1989)
- Oshawa Generals (1989–1992)
  -  Team Canada (1988–1992)
- Philadelphia Flyers (1992–2000)
- New York Rangers (2001–2004)
- Toronto Maple Leafs (2005–2006)
- Dallas Stars (2006–2007)

W drafcie NHL z 1991 został wybrany przez klub Quebec Nordiques z numerem 1. Tym samym jest jednym z trzech zawodników w historii klubu z najwyższym numerem w drafcie (przed nim byli Mats Sundin i Owen Nolan).
Wieloletni zawodnik i kapitan drużyny Philadelphia Flyers. W czasie występów w Filadelfii w latach 1995–1997 Lindros jako center oraz Amerykanin John LeClair jako lewoskrzydłowy i Szwed Mikael Renberg jako prawoskrzydłowy stworzyli osławiony atak nazwany "Legion of Doom" (dosł. Legion Zguby) charakteryzujący się grą ofensywną i skutecznością w grze w fizycznej. W sezonach 2000/2001 i 2004/2005 nie występował.
Łącznie w lidze NHL grał w czterech klubach. Rozegrał 13 sezonów (osiem w Filadelfii), w tym 813 meczów (uzyskał 922 punkty za 396 goli i 526 asysty).
8 listopada 2007 oficjalnie zakończył karierę zawodniczą.

## Kariera reprezentacyjna
Uczestniczył w turniejach Canada Cup 1991, zimowych igrzyskach olimpijskich 1992, 1998, 2002, mistrzostw świata 1993 oraz Pucharu Świata 1996.

## Sukcesy i osiągnięcia
Reprezentacyjne
- Złoty medal mistrzostw świata juniorów do lat 20: 1990, 1991, 1992
- Canada Cup: 1991
- Srebrny medal zimowych igrzysk olimpijskich: 1992
- Złoty medal zimowych igrzysk olimpijskich: 2002
- Srebrny medal Pucharu Świata: 1996
- Srebrny medal mistrzostw świata: 1996

Klubowe
- Mistrzostwo OHL - J. Ross Robertson Cup: 1990
- Mistrzostwo CHL - Memorial Cup: 1990

Indywidualne
- Jack Ferguson Award: 1989
- Sezon OHL i CHL 1990/1991:
  - Eddie Powers Memorial Trophy - pierwsze miejsce w klasyfikacji kanadyjskiej w OHL: 149 punktów
  - Red Tilson Trophy - najwybitniejszy zawodnik OHL
  - Najlepszy zawodnik Roku CHL
  - Nagroda Top Draft Prospect CHL
- Mistrzostwa świata do lat 20 w 1991:
  - Skład gwiazd turnieju
- Najlepszy napastnik turnieju MŚ do lat 20: 1991
- Hokej na lodzie na Zimowych Igrzyskach Olimpijskich 1992:
  - Skład gwiazd turnieju
- Drużyna Gwiazd pierwszoroczniaków NHL: 1993
- Mistrzostwa świata w 1993:
  - Skład gwiazd turnieju
  - Najlepszy napastnik turnieju MŚ
- Pierwsze miejsce w klasyfikacji kanadyjskiej turnieju: 17 punktów
- Mecz Gwiazd NHL: 1995, 1996, 1997, 1998, 1999, 2000
- Trofeum Harta: 1995
- Lester B. Pearson Award: 1995
- Pierwsze miejsce w klasyfikacji kanadyjskiej play-off w NHL: 1997

Wyróżnienia
- Władze klubu Philadelphia Flyers w 2017 zdecydowały o zastrzeżeniu numeru #88, w którym występował Eric Lindros, dla zawodników drużyny[3].
- Hockey Hall of Fame: 2016[4]

## Odznaczenia
- Meritorious Service Medal (odmiana cywilna) – 2017[5]
- Medal Diamentowego Jubileuszu Królowej Elżbiety II – 2012[6]